# Histoires générales et régionales de l'UNESCO
L’une des missions fondamentales de l’UNESCO est de bâtir la défense de la paix dans les esprits des hommes et femmes et de permettre une meilleure connaissance entre les peuples dans le but de la compréhension mutuelle des modes de vie de chacun. 

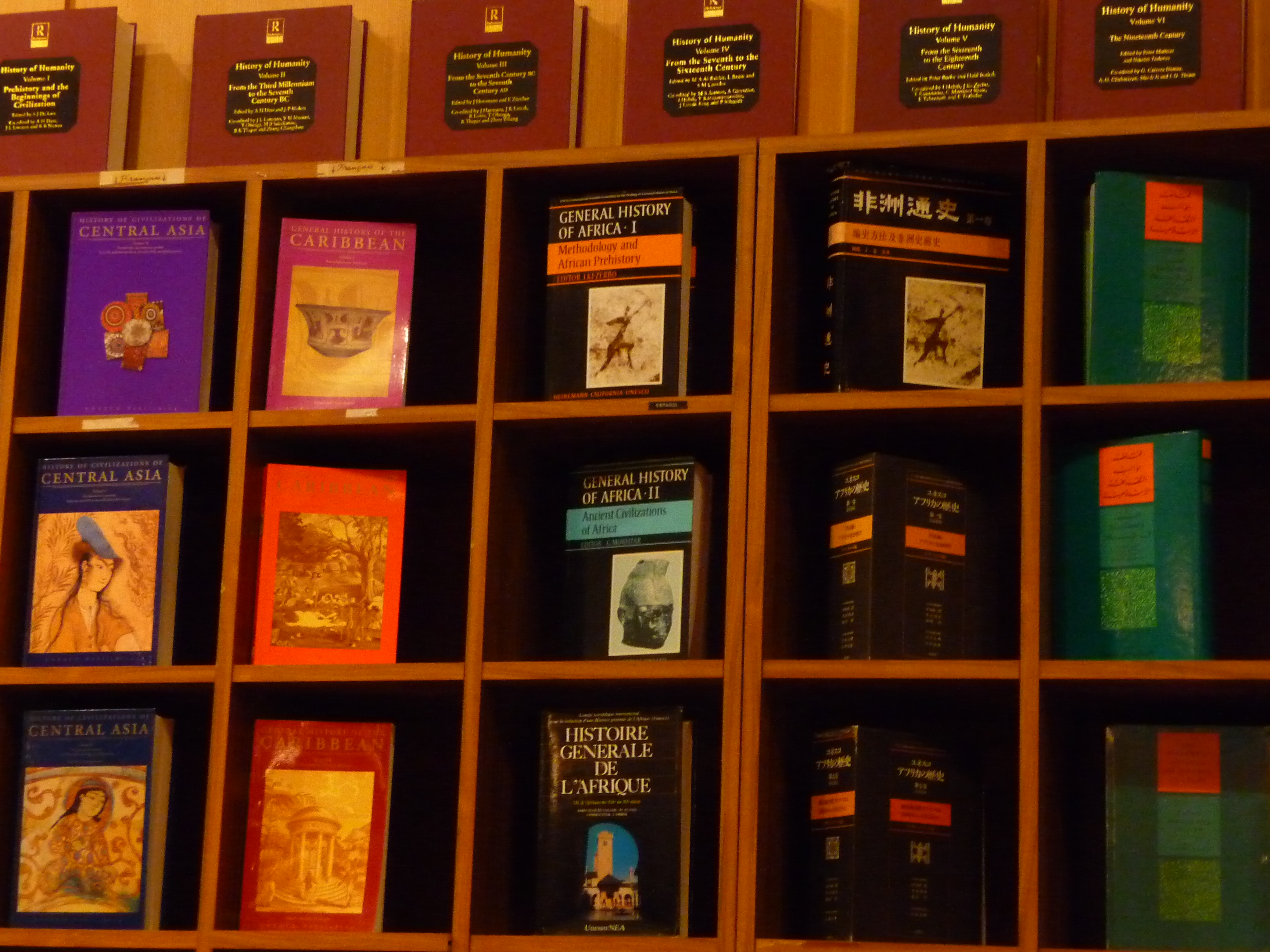
Les différents volumes de la collection

## Histoire
Le lancement en 1952 d’un projet général intitulé l’Histoire du développement scientifique et culturel de l’humanité a été une première réponse intellectuelle et scientifique à cette ambition, bientôt suivie par l’élaboration de 5 projets régionaux, à savoir la rédaction d’ouvrages historiques ayant pour but de rétablir la vérité sur l’histoire de différentes régions du monde et de la diffuser, le tout dans une approche pluridisciplinaire. Depuis cette date, ces projets ont impliqué 1600 historiens et savants parmi les meilleurs spécialistes de leur temps et ont abouti à la rédaction et à la publication de 51 volumes et de près de 40 000 pages. Ces Histoires sont le résultat d’un laborieux dialogue entre chercheurs de différentes cultures et traduisent un long travail de construction d’un consensus acceptable autour de questions historiques complexes et souvent controversées. Les 5 grands projets régionaux ayant vu le jour sont les suivants : Histoire générale de l'Afrique en 1999, L'Histoire des civilisations de l'Asie centrale en 2005, L'Histoire générale de l'Amérique latine en 2009, et L'Histoire générale des Caraïbes et Les Différents Aspects de la culture islamique qui devraient s'achever fin 2011. La démarche pluraliste suivie sous la supervision de comités scientifiques représentatifs des différentes régions du monde ainsi que les multiples innovations introduites par les Histoires générales et régionales de l’UNESCO en font incontestablement des collections uniques en leur genre.
Cette vaste entreprise d’élaboration de connaissances est considérée comme l’une des contributions les plus remarquables de l’UNESCO. Le lancement d’une nouvelle phase en 2009 visant à exploiter pédagogiquement ces volumes constitue le fondement de nouvelles approches en vue de la révision et/ou de l’élaboration de programmes et de manuels scolaires, de manière à les adapter aux exigences actuelles du dialogue entre cultures et civilisations. L’heure est donc à la divulgation plus large de ces acquis, par tous les moyens de communication moderne et à tous les niveaux d’apprentissage. 